# Amura
En náutica, la amura es la anchura de un buque en la octava parte de su eslora contada a partir de la proa, es decir, la parte de los costados del buque en donde se estrechan para formar la proa, existiendo por tanto una amura de babor y una amura de estribor, lo mismo que ocurre en la parte de popa con las aletas.
Es una forma de indicar direcciones. Por ejemplo, si un velero recibe el viento por su banda de babor y en la primera octava parte de su eslora se dirá que recibe el viento por la amura de babor. Del mismo modo se emplea para referirse a la forma en que se ve un buque.

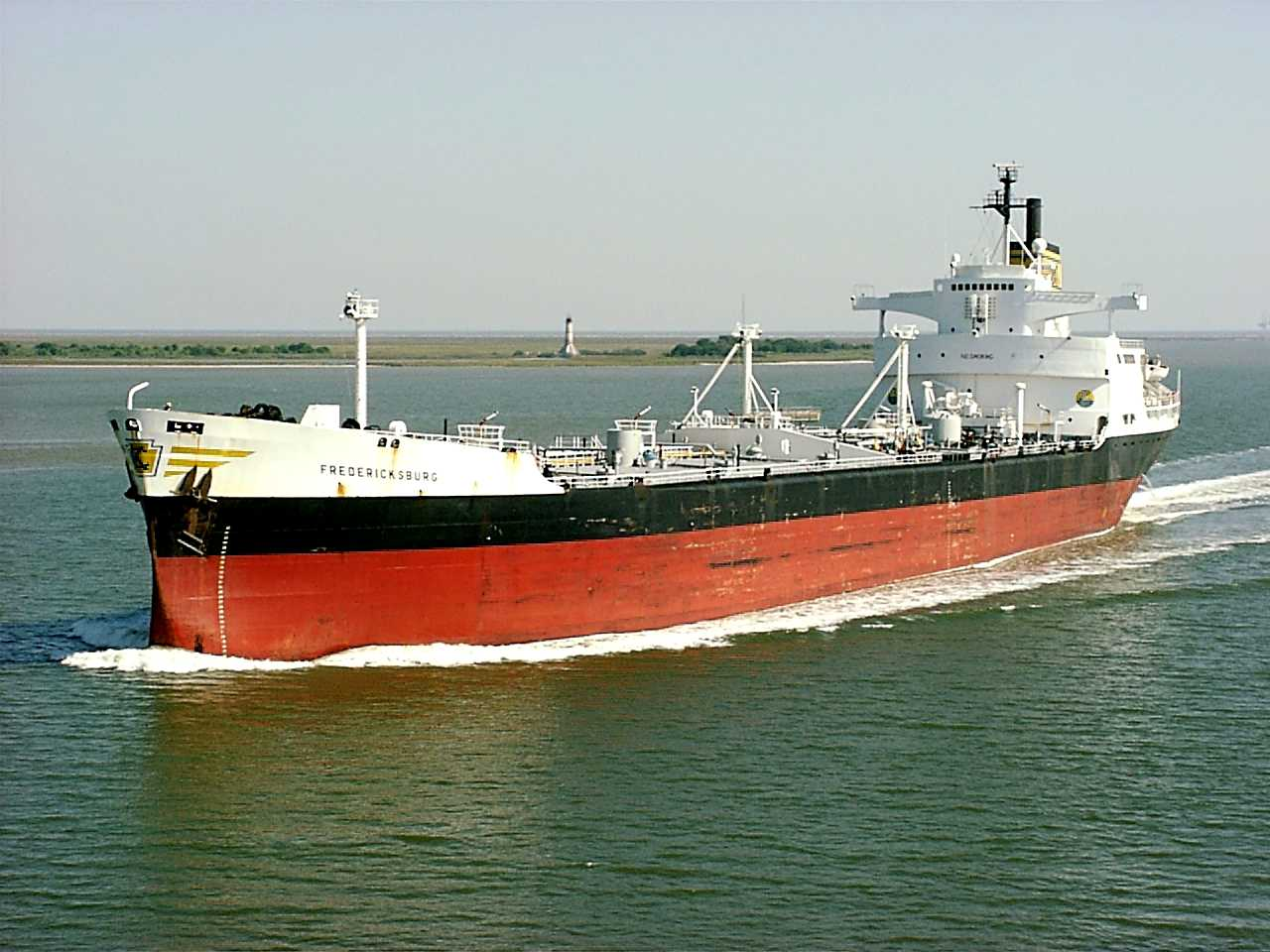
Buque visto por su amura de babor.
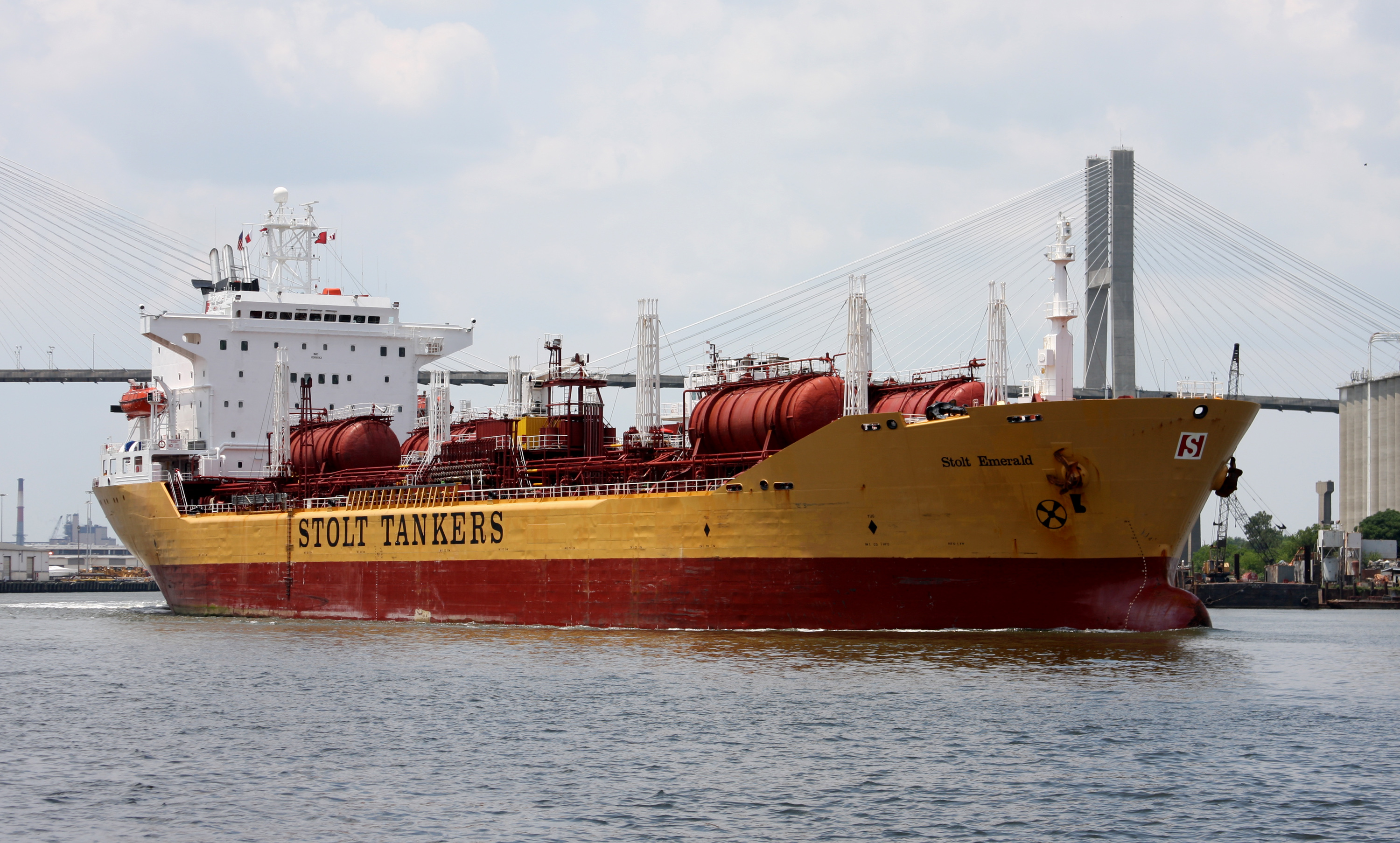
Buque visto por su amura de estribor.
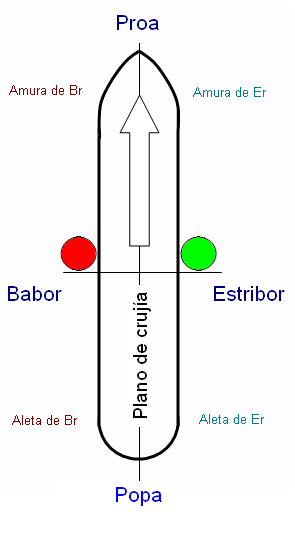
Direcciones relativas con referencia al buque.